# شوپن (کشتی)
شوپن (کشتی) (به انگلیسی: Chopin (ship)) یک کشتی است. این کشتی در سال ۱۹۹۹ ساخته شد.